# Galium lanceolatum
Galium lanceolatum là một loài thực vật có hoa trong họ Thiến thảo. Loài này được (Torr. & A.Gray) Torr. mô tả khoa học đầu tiên năm 1824.